# Blue Streak McCoy

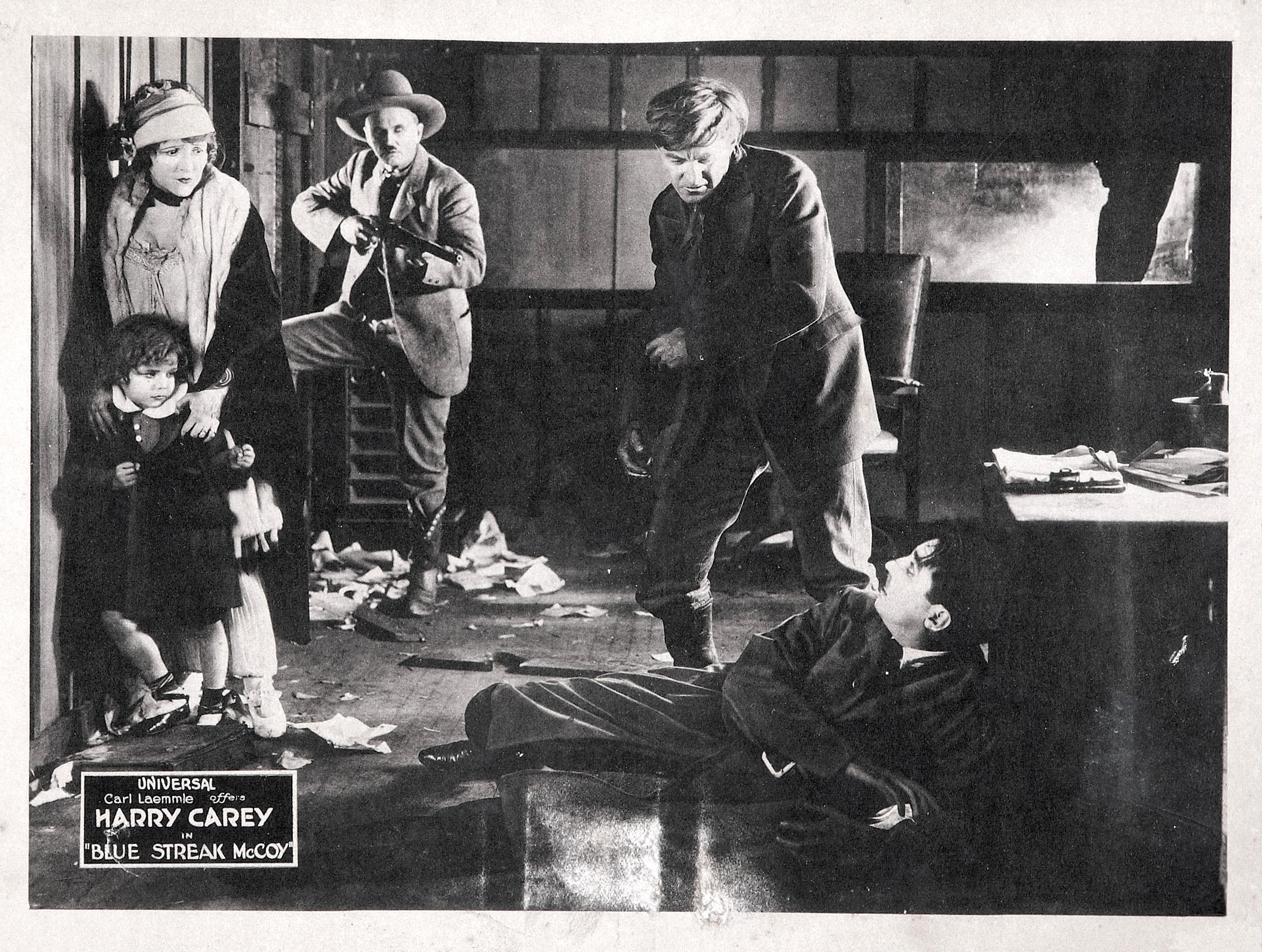

Blue Streak McCoy è un film muto del 1920 diretto da Reeves Eason (B. Reeves Eason).

## Trama
In Texas, Diana Hughes conosce per caso Job McCoy, un gentile uomo del West e lo invita a visitare le miniere d'oro di suo zio Howard Marlowe a Ninevah. Job, colpito dalla ragazza, accetta e si reca presto da lei. Lì, si rende subito conto che la situazione di Marlowe è piuttosto complicata: lo zio di Diana incontra grossi problemi nella gestione della miniera e sua moglie Eileen vuole lasciarlo per Frank Otis, un uomo senza scrupoli che vuole mettere le mani sulle miniere di Marlowe. Job, quando scopre i piani di Otis, riesce a raggirarlo. Eileen, da parte sua, vede lo sbaglio che stava per fare e ritorna dal marito. Intanto Diana si è fidanzata con un giovanotto che viene dall'Est: a Job non resta altro che augurarle tutta la felicità possibile con il suo innamorato.

## Produzione
Il film fu prodotto dall'Universal Film Manufacturing Company con il titolo di lavorazione Fighting Job.

## Distribuzione
Distribuito dall'Universal Film Manufacturing Company, il film uscì nelle sale cinematografiche USA il 23 agosto 1920.